# Папа Пелагије II
Папа Пелагије II (лат. Pelagius Secundus; 520. - 7. фебруар 590.) је био 63. папа од 26. новембра 579. до 7. фебруара 590.